# Spruance-klass
Spruance klassen var en typ av robotjagare tillhörande den amerikanska flottan som var i aktiv tjänst mellan åren 1975 och 2005.
Fartygen var designade främst för ubåtsjakt med viss luftvärnsförmåga. Senare tillkom förmågan att avfyra kryssningsrobotar mot landmål.
Klassen var USA:s första jagare med framdrivning av gasturbiner. 

## Fartyg i klassen

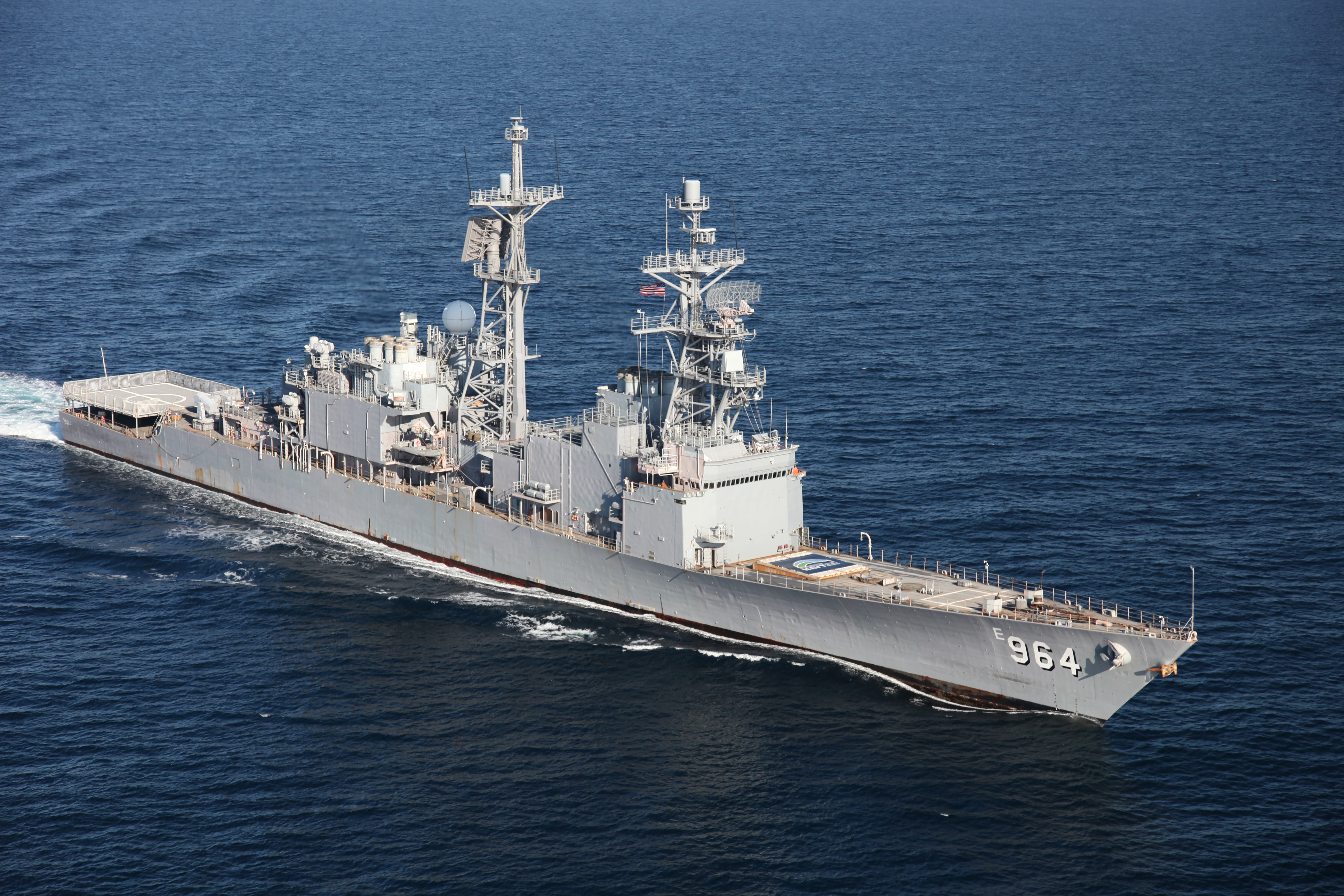
Den tidigare USS Paul D. Forster (DD-964), från 2004 i rollen som Self Defense Test Ship (EDD 964) i Stilla havet, 17 november 2011.

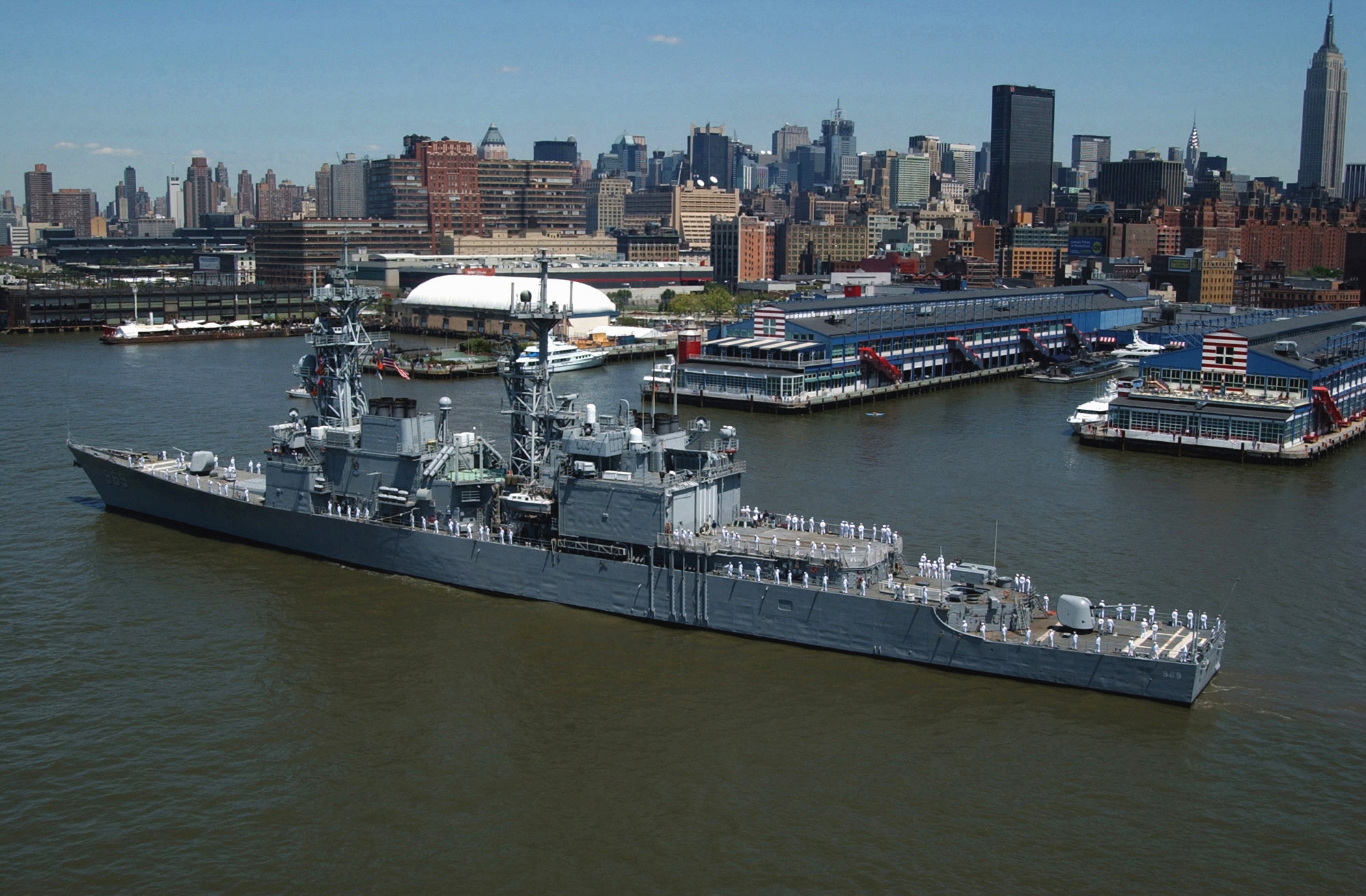
USS Peterson (DD-969) anländer till New York på Hudsonfloden, passerande Chelsea Piers och med Empire State Building i bakgrunden, för dess Fleet Week, 22 maj 2002.

Av totalt 31 fartyg i klassen återstår endast ett fartyg: USS Paul F. Foster, som numera används som testfartyg, Self Defense Test Ship (EDD 964), för nya vapensystem och sensorer vid Naval Base Ventura County i Kalifornien. Fartyget har från 2016 även använts för utprovning av alternativa drivmedel.
| Namn                  | Fartygsnummer | I tjänst | Ur tjänst | Öde                                                                 |
| --------------------- | ------------- | -------- | --------- | ------------------------------------------------------------------- |
| USS Spruance          | DD-963        | 1975     | 2005      | Sänkt som målfartyg                                                 |
| USS Paul F. Foster    | DD-964        | 1976     | 2003      | Struken 6 april 2004; används som Self Defense Test Ship (EDD 964). |
| USS Kinkaid           | DD-965        | 1976     | 2003      | Sänkt som målfartyg                                                 |
| USS Hewitt            | DD-966        | 1976     | 2001      | Skrotat                                                             |
| USS Elliot            | DD-967        | 1977     | 2003      | Sänkt som målfartyg                                                 |
| USS Arthur W. Radford | DD-968        | 1977     | 2003      | Sänkt som konstgjort rev den 10 augusti 2011 utanför Delaware       |
| USS Peterson          | DD-969        | 1977     | 2002      | Sänkt som målfartyg                                                 |
| USS Caron             | DD-970        | 1977     | 2001      | Sänkt som målfartyg                                                 |
| USS David R. Ray      | DD-971        | 1977     | 2002      | Sänkt som målfartyg                                                 |
| USS Oldendorf         | DD-972        | 1978     | 2003      | Sänkt som målfartyg                                                 |
| USS John Young        | DD-973        | 1978     | 2002      | Sänkt som målfartyg                                                 |
| USS Comte de Grasse   | DD-974        | 1978     | 1998      | Sänkt som målfartyg                                                 |
| USS O'Brien           | DD-975        | 1977     | 2004      | Sänkt som målfartyg                                                 |
| USS Merrill           | DD-976        | 1978     | 1998      | Sänkt som målfartyg                                                 |
| USS Briscoe           | DD-977        | 1978     | 2003      | Sänkt som målfartyg                                                 |
| USS Stump             | DD-978        | 1978     | 2004      | Sänkt som målfartyg                                                 |
| USS Conolly           | DD-979        | 1978     | 1998      | Sänkt som målfartyg                                                 |
| USS Moosbrugger       | DD-980        | 1978     | 2000      | Skrotat                                                             |
| USS John Hancock      | DD-981        | 1978     | 2000      | Skrotat                                                             |
| USS Nicholson         | DD-982        | 1979     | 2002      | Sänkt som målfartyg                                                 |
| USS John Rodgers      | DD-983        | 1979     | 1998      | Skrotat                                                             |
| USS Leftwich          | DD-984        | 1979     | 1998      | Sänkt som målfartyg                                                 |
| USS Cushing           | DD-985        | 1979     | 2005      | Sänkt som målfartyg                                                 |
| USS Harry W. Hill     | DD-986        | 1979     | 1998      | Sänkt som målfartyg                                                 |
| USS O'Bannon          | DD-987        | 1979     | 2005      | Sänkt som målfartyg                                                 |
| USS Thorn             | DD-988        | 1980     | 2004      | Sänkt som målfartyg                                                 |
| USS Deyo              | DD-989        | 1980     | 2003      | Sänkt som målfartyg                                                 |
| USS Ingersoll         | DD-990        | 1980     | 1998      | Sänkt som målfartyg                                                 |
| USS Fife              | DD-991        | 1980     | 2003      | Sänkt som målfartyg                                                 |
| USS Fletcher          | DD-992        | 1980     | 2004      | Sänkt som målfartyg                                                 |
| USS Hayler            | DD-997        | 1983     | 2003      | Sänkt som målfartyg                                                 |